# Alexis Rosensvärd
Alexis Felix Rosensvärd, till 1898 Pettersén, född den 1 februari 1820 i Calais, Frankrike, död den 9 augusti 1908 i Ronneby, var en svensk sjömilitär.
Rosensvärd blev sekundlöjtnant vid flottan 1840, premiärlöjtnant 1847, kaptenlöjtnant 1855, kapten 1858 och kommendörkapten 1866. Han befordrades till  kommendör 1868, blev ekipagemästare i Karlskrona 1871 och varvschef vid Karlskrona örlogsvarv 1872. Rosensvärd var militärchef i Karlskrona 1875–1878. Han blev kommendör i flottans reserv 1880 och överflyttades på pensionsstat 1883. Rosensvärd invaldes som ledamot av Örlogsmannasällskapet 1865 och blev hedersledamot 1874. Han blev riddare av Svärdsorden 1862 och kommendör (av första klassen) av samma orden 1871.
Alexis Rosensvärd tillhörde den adopterade grenen av ätten Rosensvärd. Han var far till Carl och Knut Rosensvärd, som båda följde i hans fotspår och gjorde karriär inom flottan.